# Namamyia plutonis
Namamyia plutonis là một loài Trichoptera trong họ Odontoceridae. Chúng phân bố ở miền Tân bắc.